# NGC 527
NGC 527 ist eine Linsenförmige Galaxie mit aktivem Galaxienkern vom Hubble-Typ SB0/a im Sternbild Sculptor am Südsternhimmel. Sie ist schätzungsweise 257 Millionen Lichtjahre von der Milchstraße entfernt und hat einen Durchmesser von etwa 120.000 Lichtjahren. Gemeinsam mit PGC 5142 bildet sie ein gravitativ gebundenes Galaxienpaar. Etwa drei Bogenminuten nördlich befindet sich das Galaxientrio NGC 526/PGC 5120/PGC 5135.
Das Objekt wurde am 1. September 1834 von John Herschel entdeckt.